# 向巴嘎登
向巴嘎登（藏語：བྱང་པ་དགའ་ལྡན་，威利转写：byang pa dga' ldan，1942年8月—），男，藏族，西藏左贡人，中华人民共和国政治人物，曾任西藏自治区民族宗教事务委员会主任，西藏自治区政协副主席，西藏自治区人大常委会副主任。